# تسونئو کورویاناگی
تسونئو کورویاناگی (Tsuneo Kuroyanagi، ‏۱۹۲۵ ژوئن ۲–۲۰۱۴ اوت ۳۰) پژوهشگر ژاپنی در رشته زبان و ادبیات فارسی بودکه آثار متعددی از خود برجای گذاشت. او پایه‌گذار تحقیقات زبان فارسی و ادبیات فارسی در ژاپن بود و در صدد گسترش آن بود.  وی لغتنامه ای به سه زبان تألیف کرد. لغت نامه‌های عربی، فارسی و اردو 

## تحصیلات
فارغ‌التحصیل کالج امور خارجه توکیو است. دانشیار دانشگاه مطالعات خارجی توکیو، استاد، بازنشسته در سال ۱۹۸۹، استاد امریتوس، استاد دانشگاه دیتو بونکا. وی پس از عمری پر ثمر در راستای ترویج زبان فارسی و ایرانشناسی در سال ۲۰۱۴ درگذشت.

## آثار - کتاب
این ایرانشناس ژاپنی در معرفی ادبیات کهن ایران به ژاپن تلاش‌های ارزنده کرده‌است.
آثار وی از جمله فرهنگ لغت فارسی به ژاپنی، ترجمه بی نظیر آثار ادبیات کلاسیک ایران از مجموعه‌های نفیس شاهنامه فردوسی، گلستان و بوستان سعدی، غزلیات حافظ و منظومه‌های نظامی است.
- «ایران افتخار گذشته و حال» Tairyusha 1975
- «اندیشه ادبیات فارسی» انتشارات کوندو انتشار تاریخ جهان سوشو ۱۹۷۷
- «کتاب تمرین مکالمه فارسی» دانشگاه شورین ۱۹۸۰
- روزنامه «شاعران فارسی» انتشارات روزنامه توکیو ۱۹۸۰
- «چهار هفته فارسی» دانشگاه شورین ۱۹۸۲
- «صحبت از فارسی» دانشگاه شورین ۱۹۸۴٫۹
- «فرهنگ لغت فارسی» دانشگاه شورین ۱۹۸۸
- «فرهنگ لغت فارسی ژاپنی» دانشگاه شورین ۱۹۹۲

«فرهنگ یک‌جلدی فارسی به ژاپنی و ژاپنی به فارسی معاصر» تألیف تسونه‌ئو کورویاناگی (Tsuneo Kuroyanagi) چکیده کلیه آثار پیشین مؤلف در حوزه فرهنگ‌نگاری است و در هر دو کشور ایران و ژاپن در غیاب فرهنگ لغت دوزبانه قابل اعتنای دیگری، مورد استفاده گسترده دانشجویان، پژوهش‌گران و مترجمان قرار می‌گیرد. همان‌گونه که در پیشگفتار اثر آمده‌است، مخاطبان این فرهنگ در وهله اول دانشجویان و علاقه‌مندان زبان فارسی در ژاپن هستند و طبعاً این فرهنگ با توجه به نیازهای آنان تألیف گشته‌است و به همین دلیل نیز استفاده از آن برای دانشجویان زبان ژاپنی در ایران دشواری‌هایی به همراه دارد
- "فرهنگ لغت مدرن فارسی" دانشگاه شورین ۱۹۹۵
- "عربی / فارسی / گرامر کنتراست اردو دانشگاه شورین " Shorin 2002.3.
- "فرهنگ لغت جدید فارسی"دانشگاه شورین Shorin 2002
- "فرهنگ لغت عربی / فارسی / اردو"دانشگاه شورین Shorin 2008
- "مقدمه ای بر زبان عربی" اثر کاسوکه اییموری طیروشوش ۱۹۷۶
- "مقدمه ای بر زبان معاصر عرب" توسط کاسوکه اییموری، دانشگاه شورین ۱۹۹۹

### ترجمه
- "مجموعه ادبیات جهانی 68th مجموعه عربی-فارسی: کتاب غرفه اتومبیل (کی کاروس)، کتاب کینگ (فردوسی)" Chikuma Shobo 1964
- Phil Dussie "King Book Persian Epic Hero Epic" Heibonsha Toyo Bunko 1969
- حکایت فارسی Heibonsha Toyo Bunko 1969
- Nizamy "هفت داستان ملکه" Heibonsha Toyo Bunko 1971
- "مجموعه شعر حافظ " هایبونشا توویو بانکو ۱۹۷۶
- "شجاع قهرمان پوگلیا از داستانی که برای مدت طولانی در ایران گفته شده‌است" الی اکبر سردیگی تصویر Holup Shuppan 1979
- "فارسی اساطیر اشو از" ترجمه ویرایش Tairyusha 1980، نسخه جدید ۱۹۸۹
- " Rubayart " ساخته عمر حیام توسط دانشگاه شورین ۱۹۸۳ ترجمه شده‌است
- "شهری که نیازی به پول ندارد" اثر فرد کارود، توسط انتشارات فرد الفاتیف هولوپ ۱۹۸۵
- سعدی " رزن " سعدی ترجمه شده توسط دانشگاه شورین ۱۹۸۵
- "کتاب شاهنامه" Feldusie ترجمه شده توسط دانشگاه شورین ۱۹۸۷
- دانشگاه "اشعار غزلی حافظ" ترجمه شورین ۱۹۸۸
- گلستان سعدی شاعر ایران قرون وسطایی اشعار اخلاقی را تمرین می‌کند" Heibonsha Toyo Bunko 2010
- عطار "کلمات پرندگان" شعر داستان استعاری عرفانی فارسی "Heibonsha Toyo Bunko 2012